# Mariager Fjord
Koordinaten: 56° 41′ 0″ N, 10° 2′ 0″ O
Der bis zu 29 m tiefe Mariager Fjord ist ein Fjord an der Ostseeküste im nördlichen Teil von Jütland in Dänemark.

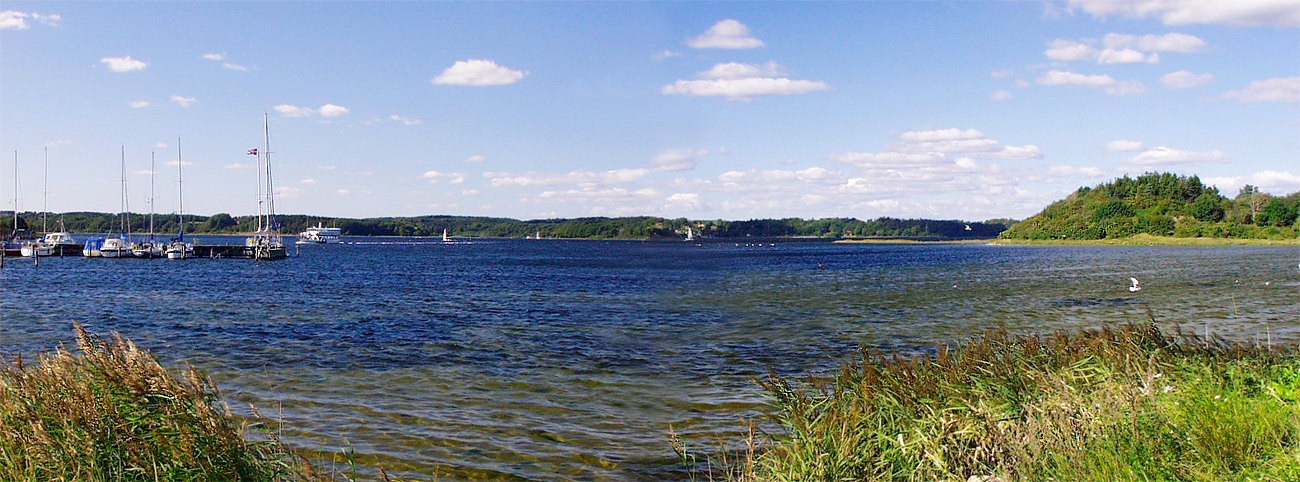
Mariager Fjord

## Bezeichnung
Die im Deutschen nicht korrekte Bezeichnung als Fjord beruht darauf, dass im dänischen Sprachgebrauch dieser Begriff weiter gefasst ist als im deutschen; dort ist ein Fjord ein Meeresbereich, der an drei Seiten von Land umgeben ist. Es wird nicht zwischen Fjord und Förde unterschieden. 

## Geografie
Der Meeresarm ist mit 38 Kilometern der längste der Kimbrischen Halbinsel. Stellenweise ist er 250 m breit, die breiteste Stelle liegt mit 4,5 Kilometern an der Ajstrupbucht. Der Randbereich ist seicht, sodass eine schmale Fahrrinne durch den Fjord führt.
Seine Ufer werden vollständig von der dänischen Kommune Mariagerfjord umgeben. Dort liegen mit Hobro am Fjordende (12191 Einwohner), Hadsund im Himmerland (4983) und der namengebenden Stadt Mariager (2605) gleich drei Orte mit mehr als 2000 Einwohnern.
Die einzige Querung ist die Hadsundbroen, eine Brücke in Hadsund. In den Mariagerfjord münden etliche kleinere Wasserläufe. Zu den größeren gehören die Villestrup Å an der Nordseite und die Kastbjerg Å auf der Südseite.

## Galerie

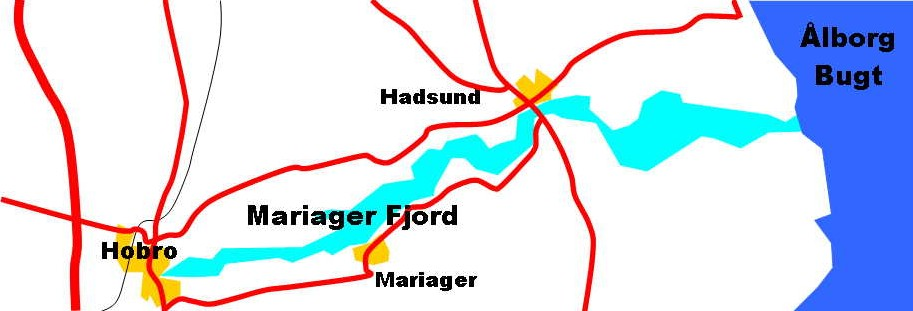
Lagekarte
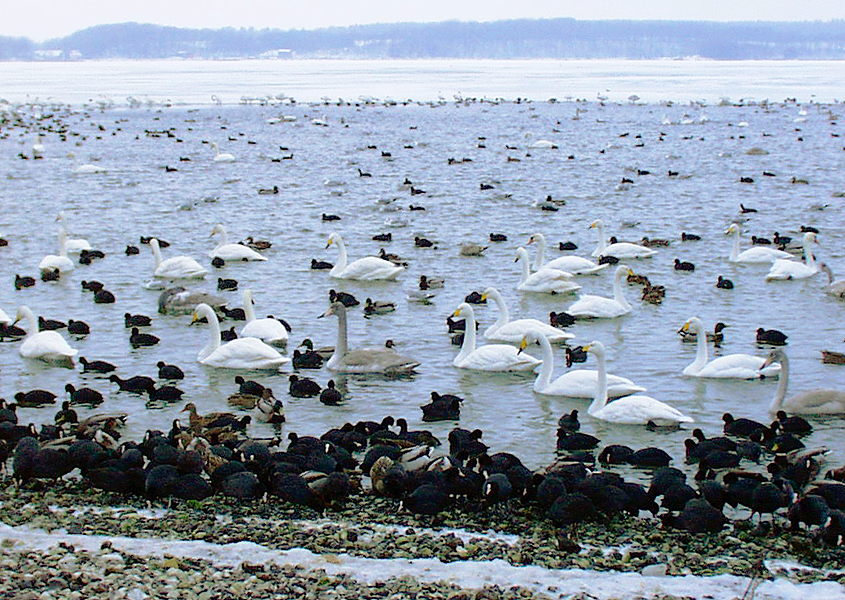
Überwinterungsgebiet Mariagerfjord